# 最後の恋 (HIROKOの曲)
『最後の恋』（さいごのこい）は、日本のポップ歌手HIROKOの楽曲である。彼女の2枚目のシングルとして、2011年3月9日にユニバーサルミュージックから発売された。この歌はHIROKO、Jeff Miyahara、Yuichi Hayashidaによって書かれ、Miyaharaによってプロデュースされている。

## 構成
「最後の恋」は、音楽的にはメロウなR&Bラブソングである。

## 批評
『WHAT's IN?』の大野貴史は、パワフルでダンサブルだったデビュー作から一転し、"メロウなR&B"になっていると批評。「“たった一行のメールで　終わりなんてできない” という一節で幕を開ける切ないストーリーを、いつもよりアダルトな表情のボーカルで表現。主人公の胸の痛みが伝わってくる。」とコメントした。『hotexpress』の菅野雄貴は、「美しくも切なく響かせるR&Bサウンドと憂いを帯びた歌声が絶妙に絡み合い、聴き手のハートをこれでもかと熱く締め付けていく。」とコメントした。

## チャート成績
2011年3月8日付の日本レコード協会による着うたフルのダウンロード数を集計したRIAJ有料音楽配信チャートで初登場44位。

## ミュージック・ビデオ
監督は大喜多正毅が務めた。

## 収録曲
| #         | タイトル                       | 作詞                | 作曲                            | 編曲            | 時間  |
| --------- | ------------------------------ | ------------------- | ------------------------------- | --------------- | ----- |
| 1.        | 「最後の恋」                   | HIROKO              | Jeff Miyahara、Yuichi Hayashida |                 | 3:55  |
| 2.        | 「ラブリンチョ」               | HIROKO、Tatta Works | Tatta Works                     | Tatta Works、YU | 4:30  |
| 3.        | 「最後の恋」(Instrumental)     |                     | Miyahara、Hayashida             |                 | 3:55  |
| 4.        | 「ラブリンチョ」(Instrumental) |                     | Tatta Works                     | Tatta Works、YU | 4:00  |
| 合計時間: | 合計時間:                      | 合計時間:           | 合計時間:                       | 合計時間:       | 15:53 |

| #  | タイトル                 | 作詞 | 作曲・編曲 | 監督       |
| -- | ------------------------ | ---- | ---------- | ---------- |
| 1. | 「最後の恋」(Video Clip) |      |            | 大喜多正毅 |

## チャート
| チャート（2011年）       | 最高 順位 |
| ------------------------ | --------- |
| RIAJ有料音楽配信チャート | 44        |

## 発売日一覧
| 地域 | リリース日    | 規格                     |
| ---- | ------------- | ------------------------ |
| 日本 | 2011年2月23日 | 着信音                   |
| 日本 | 2011年3月2日  | 携帯電話端末向けフル配信 |
| 日本 | 2011年3月9日  | CD                       |